# Свети Николай (Мосомище)
„Свети Николай“ или „Свети Никола“ е възрожденска църква в неврокопското село Мосомище, България, част от Неврокопската епархия на Българската православна църква. Обявена е за паметник на културата.

## История
Замисълът за построяването на църквата датира от края на първата четвърт на XIX век. Цялата 1825 година преминава във водене на преговори и в края на годината се получава дългоочакваното султанско разрешение за строеж. Според запазените предания са поставени следните условия: новопостроеният храм да бъде по-нисък от всички турски къщи, а камбанарията – по-ниска от рукалото на джамията.
Изграждането на храма започва в началото на 1830 година по инициатива на тогавашния драмски владика и приключва през 1835 година. В строителните работи освен българите християни се включват и много османци. Самият бей на землището около село Мосомище подарява 200 жълтици за християнската сграда.
Вероятно през 50-те години на XIX век към църквата се създава и килийно училище, което функционира до Освобождението на България. В състава на първото църковно настоятелство влизат представители на родовете Попови, Стоименови, Пандеви, Филатеви, Сингартийски.

## Архитектура
В архитектурно отношение представлява голяма каменна трикорабна пседвобазилика. Има открит трем от западната и частично от северната страна.
Камбанарията ѝ има две камбани – едната е закупена от Беломорието, а втората е поръчана в село Горно Броди при най-добрия по това време майстор-камбанолеяр. В Мосомище е запазено предание с приказни елементи за красивия звук на камбаната, според което за изработката ѝ християните събират и предават на майстора казаните и сребърните си съдове. Той три пъти я отлива, докато звукът на камбаната не стане ясен и чист. За третото отливане майсторът препоръчва да доставят още сребро. Тъй като нямало вече от къде да вземат, жените даряват своите сребърни накити и пафти.
В интериора таваните са дървени и апликирани. Иконостасът е триделен с рисувани лозница и гроздове. Ажурна резба украсява Царските двери, кръжилото и Разпятието. Върху Царските двери има четири медальона със сцената „Благовещение“ и пророци. На цокълния ред през 1842 г. са нарисувани осем сцени от „Шестоднева“. Те са дарение от Манол Димитров Хаджиев – участник в църковно-народните борби и заточеник на османската власт в Диарбекир. При връщането си в Мосомище дарява на храма тези светини и плащаница.
Иконостасните икони са 42 на брой – 8 царски, 21 празнични и 12 апостолски и 8-те преносими икони са дело на неизвестен зограф. В църквата се съхранява и икона, на която са изобразени светците, покровители на трите храма в село Мосомище – свети Николай Мирликийски, света великомъченица Марина и света преподобна Петка.
Архиерейският трон е обикновен дъсчен, с частична декоративна резба и позлата на балдахина. На него е иконата на Христос Вседържител.